# Perché? (Chiamamifaro)
Perché? è un singolo della cantautrice italiana Chiamamifaro, pubblicato il 15 novembre 2024 come primo estratto dal terzo EP Lost & Found.

## Descrizione
Il brano, scritto dalla stessa cantautrice con Alex Andrea Vella, in arte Raige, e Federica Abbate, è prodotto da Francesco Pedrinoni, Marco Paganelli, in arte Paga, e Simone Capurro, in arte Starchild.

## Promozione
Il brano è stato presentato in anteprima nel corso della ventiquattresima edizione del talent show Amici di Maria De Filippi.

## Video musicale
Il video musicale, diretto da Byron Rosero, è stato pubblicato il 6 dicembre 2024 attraverso il canale YouTube della cantautrice.

## Tracce
Testi di Angelica Cristina Gori, Alex Andrea Vella e Federica Abbate, musiche di Simone Capurro.
1. Perché? – 3:39